# Большекарайское муниципальное образование
Большекарайское муниципальное образование — сельское поселение в Романовском районе Саратовской области Российской Федерации.
Административный центр — село Большой Карай.

## История
Статус и границы сельского поселения установлены Законом Саратовской области от 27 декабря 2004 года № 102-ЗСО «О муниципальных образованиях, входящих в состав Романовского муниципального района».

## Население
| 2010  | 2011  | 2012  | 2013  | 2014  | 2015  | 2016  |
| ----- | ----- | ----- | ----- | ----- | ----- | ----- |
| 1712  | ↘1700 | ↘1656 | ↘1609 | ↘1564 | ↘1521 | ↘1496 |
| 2017  | 2018  | 2019  | 2020  | 2021  | 2025  |       |
| ↘1470 | ↘1433 | ↘1393 | ↘1382 | ↘1268 | ↘1149 |       |

## Состав сельского поселения
| № | Населённый пункт | Тип населённого пункта       | Население |
| - | ---------------- | ---------------------------- | --------- |
| 1 | Большой Карай    | село, административный центр | ↘1268     |